# 구도 슌
구도 슌(일본어: 工藤 駿, 2001년 12월 18일~)는 일본의 축구 선수이다.

## 구단 경력
그는 2024년 J3리그의 AC 나가노 파르세이루에 입단했다.